# Geheimfernschreiber

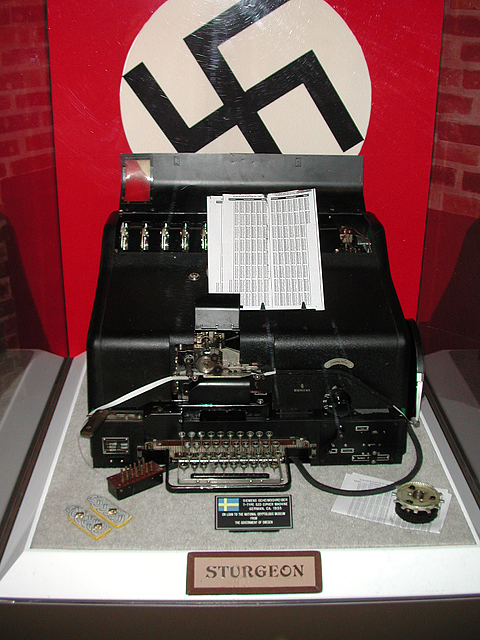

Siemens & Halske T52 Geheimfernschreiber (hemligfjärrskrivare), på svenska känd som G-skrivaren eller G-maskinen, var en tysk fjärrskrivare med inbyggd krypteringsmaskin som tillverkades i olika versioner under andra världskriget. Den var gjord för att kryptera teleprintertrafik och användes bland annat över svenska ledningar, som avlyssnades, mellan Tyskland och Norge och till och från tyska ambassaden i Stockholm, från 1940.
G-skrivaren arbetade med en för den tiden avancerad metod som bland annat använde tio kodhjul av olika storlek som kunde ställas in i tillsammans 893 622 318 929 520 960 olika kombinationer. Kodhjulen och reläer, som också kunde kopplas ihop på varierande sätt, skapade elektriska kretsar som omvandlade de inmatade femställiga teleprintertecknen till andra, krypterade, som av mottagaren kunde dekrypteras med en maskin inställd på samma överenskomna sätt.
Matematikern Arne Beurling lyckades i juni 1940 för Försvarets radioanstalt (FRA) med papper och penna på två veckor både knäcka och rekonstruera funktionen hos G-skrivaren med hjälp av avlyssnade meddelanden, varvid svenska myndigheter fick tillgång till en stor mängd hemliga tyska meddelanden under flera år. Han satt i en villa långt ut på Elfviks udde på Lidingö.